# Yaguachi (kanton)
Yaguachi – kanton w prowincji Guayas, w Ekwadorze. Stolicą kantonu jest Yaguachi.